# Éder Citadin Martins
Éder Citadin Martins (sinh ngày 15 tháng 11 năm 1986), hay Éder, là cầu thủ bóng đá người Ý gốc Brasil đang chơi cho Inter Milan.

## Thống kê sự nghiệp

### Câu lạc bộ
Tính đến 21 tháng 5 năm 2017
| Câu lạc bộ          | Mùa giải            | Giải đấu            | Giải đấu | Giải đấu | Cúp quốc gia | Cúp quốc gia | Châu lục | Châu lục | Khác | Khác | Tổng cộng | Tổng cộng |
| Câu lạc bộ          | Mùa giải            | Hạng                | Trận     | Bàn      | Trận         | Bàn          | Trận     | Bàn      | Trận | Bàn  | Trận      | Bàn       |
| ------------------- | ------------------- | ------------------- | -------- | -------- | ------------ | ------------ | -------- | -------- | ---- | ---- | --------- | --------- |
| Criciúma            | 2004                | Série A             | 1        | 0        | 0            | 0            | —        | —        | —    | —    | 1         | 0         |
| Criciúma            | 2005                | Série B             | 19       | 5        | 0            | 0            | —        | —        | 10   | 3    | 29        | 8         |
| Criciúma            | Tổng cộng           | Tổng cộng           | 20       | 5        | 0            | 0            | —        | —        | 10   | 3    | 30        | 8         |
| Empoli              | 2005–06             | Serie A             | 0        | 0        | 0            | 0            | —        | —        | —    | —    | 0         | 0         |
| Empoli              | 2006–07             | Serie A             | 5        | 0        | 4            | 0            | —        | —        | —    | —    | 9         | 0         |
| Empoli              | 2007–08             | Serie A             | 0        | 0        | 0            | 0            | 1        | 0        | —    | —    | 1         | 0         |
| Empoli              | Tổng cộng           | Tổng cộng           | 5        | 0        | 4            | 0            | 1        | 0        | —    | —    | 10        | 0         |
| Frosinone           | 2007–08             | Serie B             | 19       | 6        | —            | —            | —        | —        | —    | —    | 19        | 6         |
| Frosinone           | 2008–09             | Serie B             | 33       | 14       | 1            | 0            | —        | —        | —    | —    | 34        | 14        |
| Frosinone           | Tổng cộng           | Tổng cộng           | 52       | 20       | 1            | 0            | —        | —        | —    | —    | 53        | 20        |
| Empoli              | 2009–10             | Serie B             | 40       | 27       | 2            | 0            | —        | —        | —    | —    | 41        | 27        |
| Brescia             | 2010–11             | Serie A             | 35       | 6        | 1            | 0            | —        | —        | —    | —    | 36        | 6         |
| Cesena              | 2011–12             | Serie A             | 17       | 2        | 2            | 0            | —        | —        | —    | —    | 19        | 2         |
| Sampdoria           | 2011–12             | Serie B             | 19       | 5        | —            | —            | —        | —        | —    | —    | 19        | 5         |
| Sampdoria           | 2012–13             | Serie A             | 30       | 7        | 0            | 0            | —        | —        | —    | —    | 30        | 7         |
| Sampdoria           | 2013–14             | Serie A             | 33       | 12       | 1            | 0            | —        | —        | —    | —    | 34        | 12        |
| Sampdoria           | 2014–15             | Serie A             | 30       | 9        | 1            | 3            | —        | —        | —    | —    | 31        | 12        |
| Sampdoria           | 2015–16             | Serie A             | 19       | 12       | 0            | 0            | 2        | 1        | —    | —    | 21        | 13        |
| Sampdoria           | Tổng cộng           | Tổng cộng           | 131      | 45       | 2            | 2            | 2        | 1        | —    | —    | 135       | 49        |
| Internazionale      | 2015–16             | Serie A             | 14       | 1        | 1            | 0            | —        | —        | —    | —    | 15        | 1         |
| Internazionale      | 2016–17             | Serie A             | 32       | 8        | 1            | 0            | 6        | 2        | —    | —    | 39        | 10        |
| Internazionale      | Tổng cộng           | Tổng cộng           | 46       | 9        | 2            | 0            | 6        | 2        | —    | —    | 54        | 11        |
| Tổng cộng sự nghiệp | Tổng cộng sự nghiệp | Tổng cộng sự nghiệp | 345      | 113      | 14           | 3            | 9        | 3        | 10   | 3    | 378       | 123       |

### Quốc tế
Tính đến 10 tháng 11 năm 2017
| Ý         | Ý    | Ý   | Ý |
| Năm       | Trận | Bàn |   |
| --------- | ---- | --- | - |
| 2015      | 8    | 2   |   |
| 2016      | 11   | 1   |   |
| 2017      | 7    | 3   |   |
| Tổng cộng | 26   | 6   |   |

### Bàn thắng quốc tế
Bàn thắng của Ý được ghi trước.
| #  | Ngày                 | Địa điểm                                            | Đối thủ       | Bàn thắng | Kết quả | Giải đấu                 |
| -- | -------------------- | --------------------------------------------------- | ------------- | --------- | ------- | ------------------------ |
| 1. | 28 tháng 3 năm 2015  | Sân vận động Quốc gia Vasil Levski, Sofia, Bulgaria | Bulgaria      | 2–2       | 2–2     | Vòng loại Euro 2016      |
| 2. | 10 tháng 10 năm 2015 | Sân vận động quốc gia Baku, Baku, Azerbaijan        | Azerbaijan    | 1–0       | 3–1     | Vòng loại Euro 2016      |
| 3. | 17 tháng 6 năm 2016  | Sân vận động Thành phố, Toulouse, Pháp              | Thụy Điển     | 1–0       | 1–0     | Euro 2016                |
| 4. | 28 tháng 3 năm 2017  | Amsterdam ArenA, Amsterdam, Hà Lan                  | Hà Lan        | 1–1       | 2–1     | Giao hữu                 |
| 5. | 7 tháng 6 năm 2017   | Allianz Riviera, Nice, Pháp                         | Uruguay       | 2–0       | 3–0     | Giao hữu                 |
| 6. | 11 tháng 6 năm 2017  | Sân vận động Frulli, Udine, Ý                       | Liechtenstein | 3–0       | 5–0     | Vòng loại World Cup 2018 |